# 國聯歷年外野手金手套獎得主
以下列出美國職棒大聯盟國聯歷年在擔任外野手這個位置時獲得金手套獎（Gold Glove）的球員。
| 金手套獎 | 金手套獎 | 金手套獎 | 金手套獎 | 金手套獎 | 金手套獎 | 金手套獎 | 金手套獎 |
| -------- | -------- | -------- | -------- | -------- | -------- | -------- | -------- |
| 美聯:    | 投手     | 捕手     | 一壘手   | 二壘手   | 游擊手   | 三壘手   | 外野手   |
| 國聯:    | 投手     | 捕手     | 一壘手   | 二壘手   | 游擊手   | 三壘手   | 外野手   |

（註：每年選三個外野手）
| 年份    | 球員 - 球隊 |
| ------- | --- |
| 1957年† | 米尼·米諾索 - 芝加哥白襪（左）（美聯） 威利·梅斯 - 紐約巨人（中） 艾爾·卡萊恩 - 底特律老虎（右）（美聯）                     |
| 1958年  | 法蘭克·羅賓森 - 辛辛那提紅人（左） 威利·梅斯 - 舊金山巨人（中） 漢克·阿倫 - 密爾瓦基勇士（右）                               |
| 1959年  | Jackie Brandt - 舊金山巨人（左） 威利·梅斯 - 舊金山巨人（中） 漢克·阿倫 - 密爾瓦基勇士（右）                                 |
| 1960年  | Wally Moon - 洛杉磯道奇（左） 威利·梅斯 - 舊金山巨人（中） 漢克·阿倫 - 密爾瓦基勇士（右）                                    |
| 1961年  | 羅伯托·克萊門特 - 匹茲堡海盜 Vada Pinson - 辛辛那提紅人 威利·梅斯 - 舊金山巨人                                               |
| 1962年  | 羅伯托·克萊門特 - 匹茲堡海盜 Bill Virdon - 匹茲堡海盜 威利·梅斯 - 舊金山巨人                                                 |
| 1963年  | 羅伯托·克萊門特 - 匹茲堡海盜 柯特·弗拉德 - 聖路易紅雀 威利·梅斯 - 舊金山巨人                                                 |
| 1964年  | 羅伯托·克萊門特 - 匹茲堡海盜 柯特·弗拉德 - 聖路易紅雀 威利·梅斯 - 舊金山巨人                                                 |
| 1965年  | 羅伯托·克萊門特 - 匹茲堡海盜 柯特·弗拉德 - 聖路易紅雀 威利·梅斯 - 舊金山巨人                                                 |
| 1966年  | 羅伯托·克萊門特 - 匹茲堡海盜 柯特·弗拉德 - 聖路易紅雀 威利·梅斯 - 舊金山巨人                                                 |
| 1967年  | 羅伯托·克萊門特 - 匹茲堡海盜 柯特·弗拉德 - 聖路易紅雀 威利·梅斯 - 舊金山巨人                                                 |
| 1968年  | 羅伯托·克萊門特 - 匹茲堡海盜 柯特·弗拉德 - 聖路易紅雀 威利·梅斯 - 舊金山巨人                                                 |
| 1969年  | 羅伯托·克萊門特 - 匹茲堡海盜 柯特·弗拉德 - 聖路易紅雀 彼得·羅斯 - 辛辛那提紅人                                               |
| 1970年  | 羅伯托·克萊門特 - 匹茲堡海盜 Tommie Agee - 紐約大都會 彼得·羅斯 - 辛辛那提紅人                                               |
| 1971年  | 羅伯托·克萊門特 - 匹茲堡海盜 鮑比·邦茲 - 舊金山巨人 威利·戴維斯 - 洛杉磯道奇                                                 |
| 1972年  | 羅伯托·克萊門特 - 匹茲堡海盜 César Cedeño - 休士頓太空人 威利·戴維斯 - 洛杉磯道奇                                            |
| 1973年  | 鮑比·邦茲 - 舊金山巨人 César Cedeño - 休士頓太空人 威利·戴維斯 - 洛杉磯道奇                                                  |
| 1974年  | 鮑比·邦茲 - 舊金山巨人 César Cedeño - 休士頓太空人 塞薩·傑隆尼默 - 辛辛那提紅人                                              |
| 1975年  | 蓋瑞·麥道克斯 - 舊金山巨人／費城費城人 César Cedeño - 休士頓太空人 塞薩·傑隆尼默 - 辛辛那提紅人                              |
| 1976年  | 蓋瑞·麥道克斯 - 費城費城人 César Cedeño - 休士頓太空人 塞薩·傑隆尼默 - 辛辛那提紅人                                          |
| 1977年  | 蓋瑞·麥道克斯 - 費城費城人 戴夫·帕克 - 匹茲堡海盜 塞薩·傑隆尼默 - 辛辛那提紅人                                               |
| 1978年  | 蓋瑞·麥道克斯 - 費城費城人 戴夫·帕克 - 匹茲堡海盜 Ellis Valentine - 蒙特婁博覽會                                             |
| 1979年  | 蓋瑞·麥道克斯 - 費城費城人 戴夫·帕克 - 匹茲堡海盜 戴夫·溫菲爾德 - 聖地牙哥教士                                               |
| 1980年  | 蓋瑞·麥道克斯 - 費城費城人 安德烈·道森 - 蒙特婁博覽會 戴夫·溫菲爾德 - 聖地牙哥教士                                           |
| 1981年  | 蓋瑞·麥道克斯 - 費城費城人 安德烈·道森 - 蒙特婁博覽會 達斯蒂·貝克 - 洛杉磯道奇                                               |
| 1982年  | 蓋瑞·麥道克斯 - 費城費城人 安德烈·道森 - 蒙特婁博覽會 戴爾·墨菲 - 亞特蘭大勇士                                               |
| 1983年  | 威利·麥基 - 聖路易紅雀 安德烈·道森 - 蒙特婁博覽會 戴爾·墨菲 - 亞特蘭大勇士                                                   |
| 1984年  | Bob Dernier - 芝加哥小熊 安德烈·道森 - 蒙特婁博覽會 戴爾·墨菲 - 亞特蘭大勇士                                                 |
| 1985年  | 威利·麥基 - 聖路易紅雀 安德烈·道森 - 蒙特婁博覽會 戴爾·墨菲 - 亞特蘭大勇士                                                   |
| 1986年  | 威利·麥基 - 聖路易紅雀 湯尼·關恩 - 聖地牙哥教士 戴爾·墨菲 - 亞特蘭大勇士                                                     |
| 1987年  | 安德烈·道森 - 芝加哥小熊 湯尼·關恩 - 聖地牙哥教士 艾瑞克·戴維斯 - 辛辛那提紅人                                               |
| 1988年  | 安德烈·道森 - 芝加哥小熊 安迪·凡·史萊克 - 匹茲堡海盜 艾瑞克·戴維斯 - 辛辛那提紅人                                            |
| 1989年  | 湯尼·關恩 - 聖地牙哥教士 安迪·凡·史萊克 - 匹茲堡海盜 艾瑞克·戴維斯 - 辛辛那提紅人                                            |
| 1990年  | 湯尼·關恩 - 聖地牙哥教士 安迪·凡·史萊克 - 匹茲堡海盜 貝瑞·邦茲 - 匹茲堡海盜                                                  |
| 1991年  | 湯尼·關恩 - 聖地牙哥教士 安迪·凡·史萊克 - 匹茲堡海盜 貝瑞·邦茲 - 匹茲堡海盜                                                  |
| 1992年  | 賴瑞·沃克 - 蒙特婁博覽會 安迪·凡·史萊克 - 匹茲堡海盜 貝瑞·邦茲 - 匹茲堡海盜                                                  |
| 1993年  | 賴瑞·沃克 - 蒙特婁博覽會 馬奎斯·葛里森姆 - 蒙特婁博覽會 貝瑞·邦茲 - 舊金山巨人                                               |
| 1994年  | Darren Lewis - 舊金山巨人 馬奎斯·葛里森姆 - 蒙特婁博覽會 貝瑞·邦茲 - 舊金山巨人                                              |
| 1995年  | Raul Mondesi - 洛杉磯道奇 馬奎斯·葛里森姆 - 亞特蘭大勇士 史蒂夫·芬利 - 聖地牙哥教士                                          |
| 1996年  | 貝瑞·邦茲 - 舊金山巨人 馬奎斯·葛里森姆 - 亞特蘭大勇士 史蒂夫·芬利 - 聖地牙哥教士                                             |
| 1997年  | 貝瑞·邦茲 - 舊金山巨人 賴瑞·沃克 - 科羅拉多落磯 Raul Mondesi - 洛杉磯道奇                                                    |
| 1998年  | 貝瑞·邦茲 - 舊金山巨人 賴瑞·沃克 - 科羅拉多落磯 安德魯·瓊斯 - 亞特蘭大勇士                                                   |
| 1999年  | 史蒂夫·芬利 - 亞利桑那響尾蛇 賴瑞·沃克 - 科羅拉多落磯 安德魯·瓊斯 - 亞特蘭大勇士                                             |
| 2000年  | 史蒂夫·芬利 - 亞利桑那響尾蛇 吉姆·艾德蒙斯 - 聖路易紅雀 安德魯·瓊斯 - 亞特蘭大勇士                                           |
| 2001年  | 賴瑞·沃克 - 科羅拉多落磯 吉姆·艾德蒙斯 - 聖路易紅雀 安德魯·瓊斯 - 亞特蘭大勇士                                               |
| 2002年  | 賴瑞·沃克 - 科羅拉多落磯 吉姆·艾德蒙斯 - 聖路易紅雀 安德魯·瓊斯 - 亞特蘭大勇士                                               |
| 2003年  | José Cruz, Jr. - 舊金山巨人 吉姆·艾德蒙斯 - 聖路易紅雀 安德魯·瓊斯 - 亞特蘭大勇士                                            |
| 2004年  | 吉姆·艾德蒙斯 - 聖路易紅雀 安德魯·瓊斯 - 亞特蘭大勇士 史蒂夫·芬利 - 亞利桑那響尾蛇／洛杉磯道奇                               |
| 2005年  | 吉姆·艾德蒙斯 - 聖路易紅雀 安德魯·瓊斯 - 亞特蘭大勇士 巴比·阿布瑞尤 - 費城費城人                                             |
| 2006年  | 麥克·喀麥隆 - 聖地牙哥教士 安德魯·瓊斯 - 亞特蘭大勇士 卡洛斯·貝爾川 - 紐約大都會                                             |
| 2007年  | Aaron Rowand - 費城費城人（並列） 安德魯·瓊斯 - 亞特蘭大勇士 卡洛斯·貝爾川 - 紐約大都會 傑夫·法蘭庫爾 - 亞特蘭大勇士（並列） |
| 2008年  | 謝恩·維克托里諾 - 費城費城人 Nate McLouth - 匹茲堡海盜 卡洛斯·貝爾川 - 紐約大都會                                            |
| 2009年  | 謝恩·維克托里諾 - 費城費城人 麥克爾·伯恩 - 休士頓太空人 麥特·坎普 - 洛杉磯道奇                                               |
| 2010年  | 謝恩·維克托里諾 - 費城費城人 麥克爾·伯恩 - 休士頓太空人 卡洛斯·岡薩雷茲 - 科羅拉多落磯                                       |
| 2011年  | Gerardo Parra - 亞利桑那響尾蛇 麥特·坎普 - 洛杉磯道奇 安德烈·伊瑟爾 - 洛杉磯道奇                                             |
| 2012年  | 卡洛斯·岡薩雷茲 - 科羅拉多洛磯 安德魯·麥卡琴 - 匹茲堡海盜 傑森·海沃德 - 亞特蘭大勇士                                         |
| 2013年  | 卡洛斯·岡薩雷茲 - 科羅拉多洛磯 Carlos Gomez - 密爾瓦基釀酒人 傑拉多·帕拉 - 亞利桑那響尾蛇                                    |
| 2014年  | 克里斯蒂安·葉力奇 - 邁阿密馬林魚 Carlos Gomez - 紐約大都會 傑森·海沃德 - 亞特蘭大勇士                                        |
| 2015年  | 史達林·馬提 - 匹茲堡海盜 A. J. 波拉克 - 亞利桑那響尾蛇 傑森·海沃德 - 聖路易紅雀                                              |
| 2016年  | 史達林·馬提 - 匹茲堡海盜 安德·英希亞提 - 亞特蘭大勇士 傑森·海沃德 - 芝加哥小熊                                               |
| 2017年  | 馬歇爾·歐祖納 - 邁阿密馬林魚 安德·英希亞提 - 亞特蘭大勇士 傑森·海沃德 - 芝加哥小熊                                           |
| 2018年  | 柯瑞·迪克森 - 匹茲堡海盜 安德·英希亞提 - 亞特蘭大勇士 尼克·馬卡克斯 - 亞特蘭大勇士                                           |
| 2019年  | 大衛·培洛塔 - 亞利桑那響尾蛇 洛倫佐·肯恩 - 密爾瓦基釀酒人 科迪·貝林傑 - 洛杉磯道奇                                           |
| 2020年  | 泰勒·歐尼爾 - 聖路易紅雀 崔恩特·葛里沙姆 - 聖地牙哥教士 穆奇·貝茲 - 洛杉磯道奇                                               |
| 2021年  | 泰勒·歐尼爾 - 聖路易紅雀 哈里森·貝德 - 聖路易紅雀 亞當·杜瓦爾 - 亞特蘭大勇士                                                 |
| 2022年  | 伊恩·哈普 - 芝加哥小熊 崔恩特·葛里沙姆 - 聖地牙哥教士 穆奇·貝茲 - 洛杉磯道奇                                                 |
| 2023年  | 布倫頓·道爾 - 科羅拉多洛磯 伊恩·哈普 - 芝加哥小熊 小費南多·塔提斯 - 聖地牙哥教士                                             |
| 2024年  | 伊恩·哈普 - 芝加哥小熊 布倫頓·道爾 - 科羅拉多洛磯 薩爾·弗瑞里克 - 密爾瓦基釀酒人                                             |

† 1957年時只從兩個聯盟選出一名